# Вулиця Івана Федорова (Київ)
Ву́лиця Іва́на Фе́дорова — вулиця в Голосіївському, Печерському та Солом'янському районах міста Києва, місцевість Нова Забудова. Пролягає від вулиці Василя Тютюнника до вулиці Протасів Яр. 
Прилучаються вулиці Предславинська, Велика Васильківська, Антоновича, Казимира Малевича і Ямська.

## Історія
Вулиця виникла в 1-й половині XIX століття під назвою Поліцейська. Походження цієї назви пов'язане з розташуванням на ній поліцейської дільниці.
У 1919 року набула назву ву́лиця Зарудного, на честь Богдана-Олександра Зарудного (1891–1918), українського есера, генерального секретаря земельних справ Української Центральної Ради.
З 1938 року — вулиця Федорова на честь Героя Радянського Союзу, полярного дослідника-геофізика Євгена Федорова (назву підтверджено 1944 року), 1974 року назву було уточнено — вулиця Євгена Федорова. У 1941–1943 роках, під час німецької окупації вулиця деякий час називалася на честь Григорія Чупринки. 
Сучасна назва на честь першодрукаря Івана Федорова — з 1977 року.

## Пам'ятки історії та архітектури
Наприкінці вулиці розташований комплекс будівель станції Київ-Товарний (буд. № 26, 28, 32), зведений інженером А. Страусом за проектом архітектора Олександра Вербицького у 1902–1907 роках. Комплекс складається з житлового будинку для робітників станції (1907, модерн), особняка (початок XX століття, модерн), насосної станції (1907, цегляний стиль), пакгаузів (1902–1907, модерн), товарної контори (1902–1907, модерн) та будинку чергової для кондукторів по Ямській вулиці, 8.

## Установи та заклади
- Гімназія № 32 (буд. № 2)
- Станція Київ-Товарний Південно-Західної залізниці (буд. № 32)
- Посольство Аргентини в Україні (буд. № 12)
- Посольство Македонії в Україні (буд. № 12)
- Посольство Марокко в Україні (буд. № 12)
- Посольство Португалії в Україні (буд. № 12)
- Посольство Палестини в Україні (буд. № 12)

## Зображення

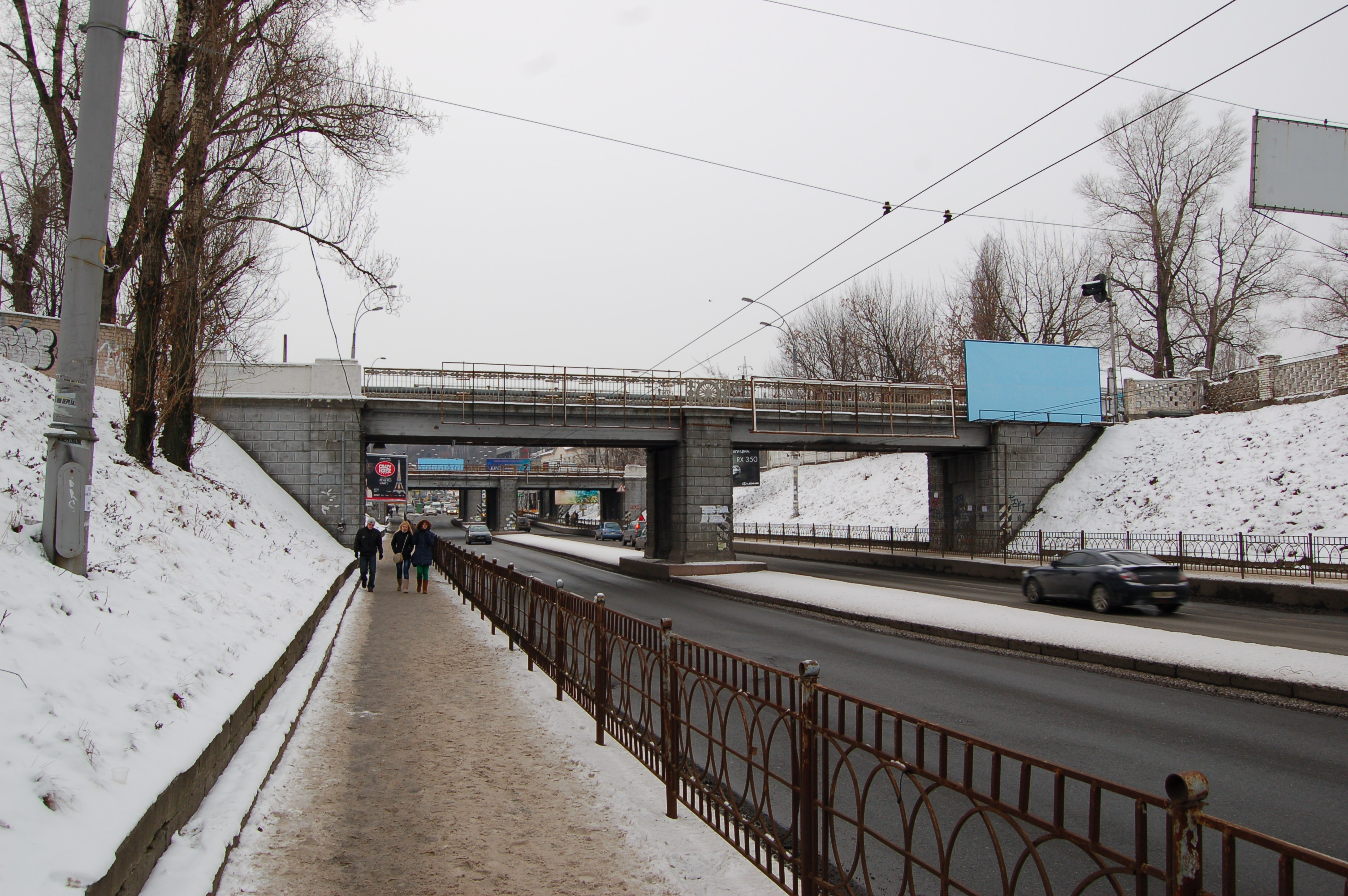
Протасівський шляхопровід
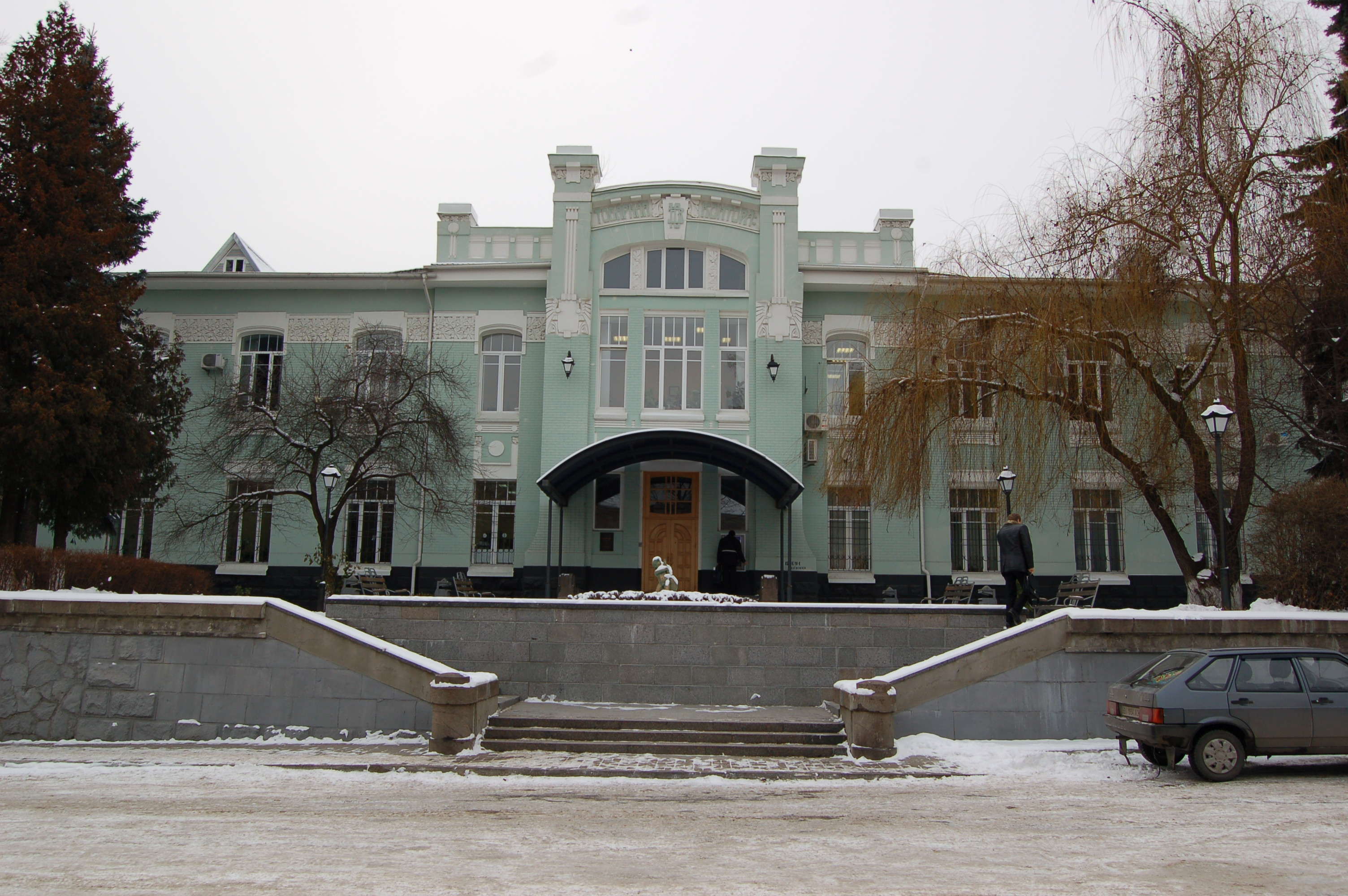
Товарна контора станції Київ-Товарний
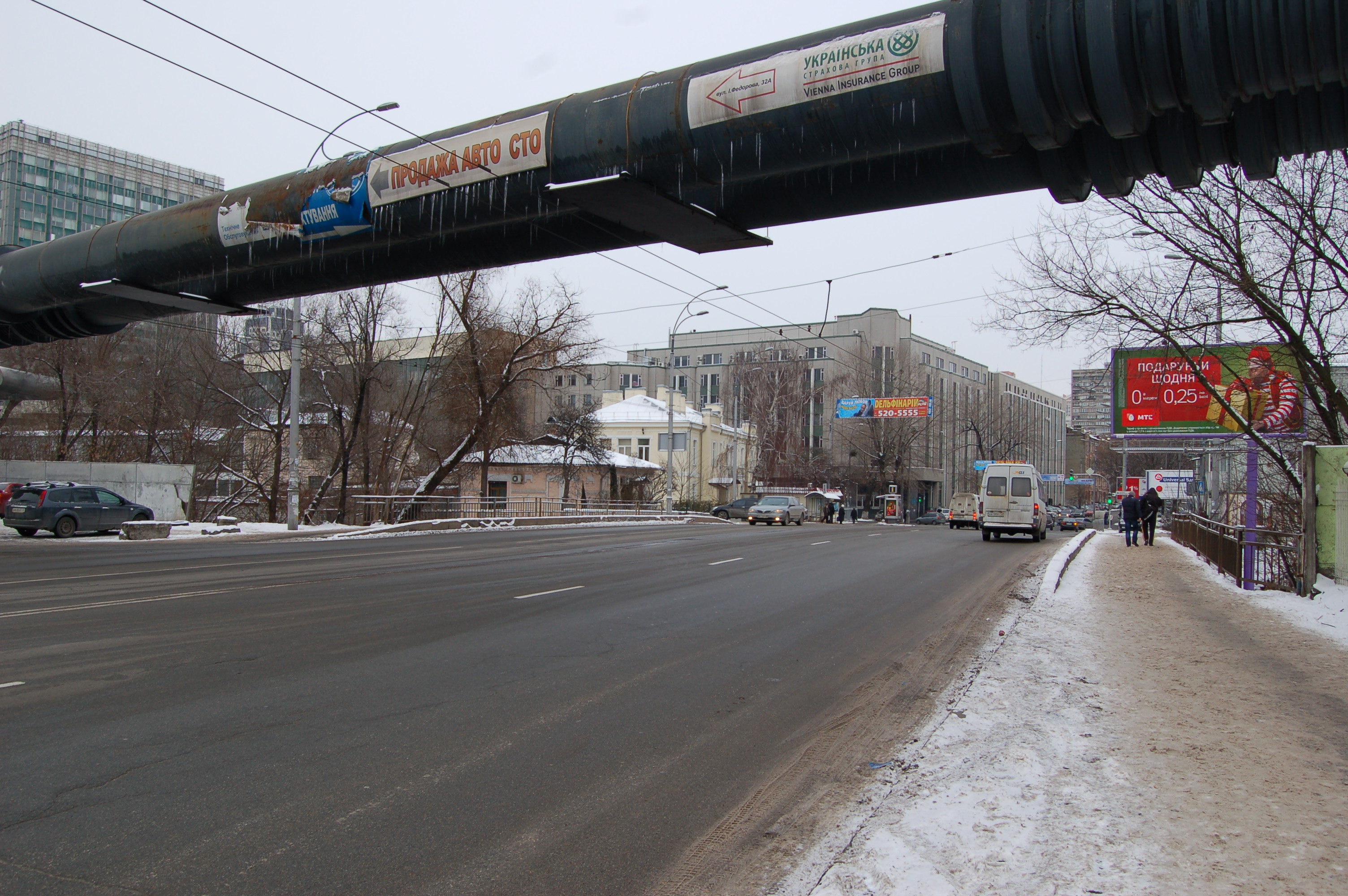
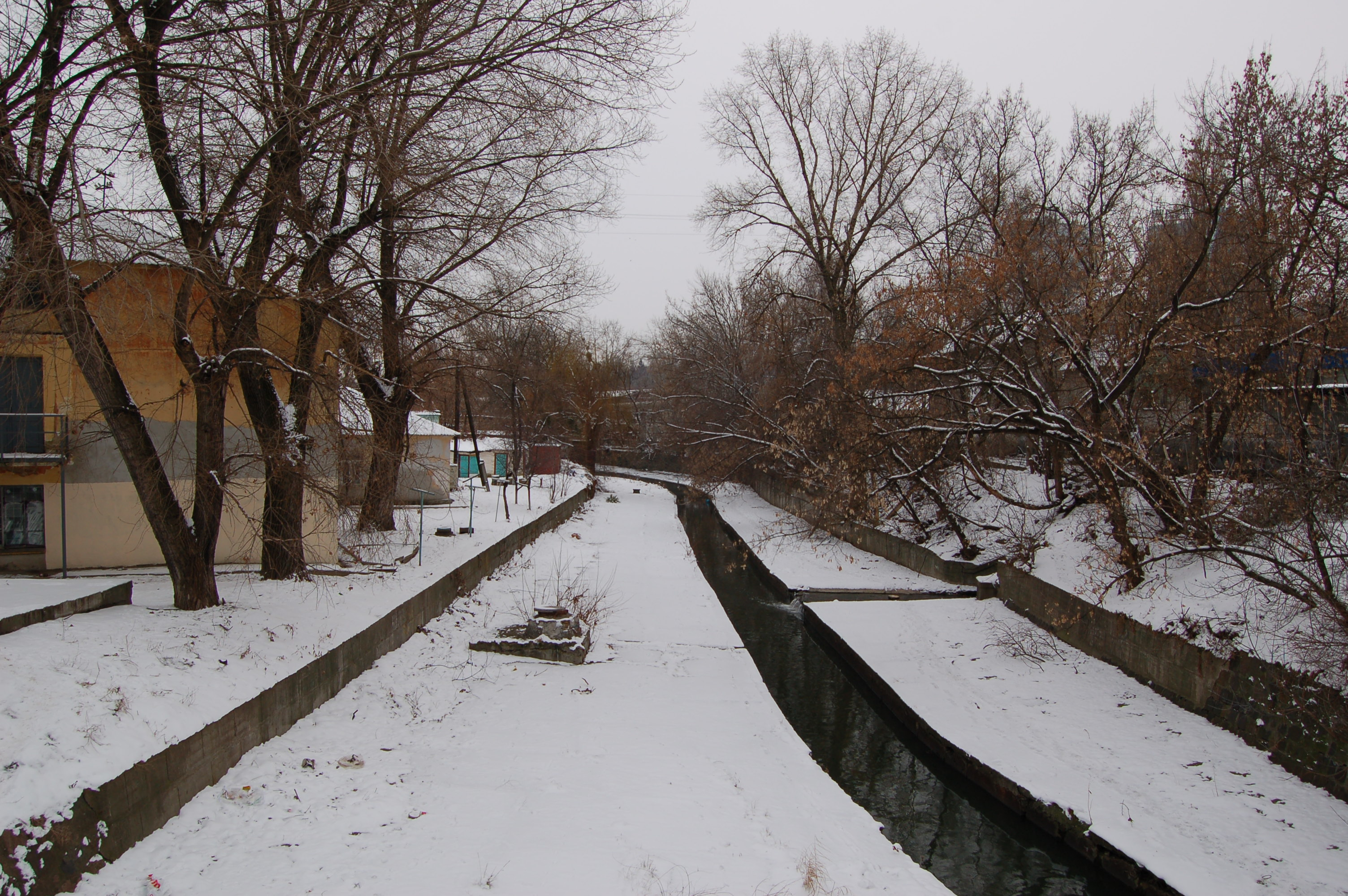
Річка Либідь